# Oligitoma ubicki
Oligitoma ubicki is een insectensoort uit de familie Oligotomidae, die tot de orde webspinners (Embioptera) behoort. De soort komt voor in Myanmar.
Oligitoma ubicki is voor het eerst wetenschappelijk beschreven door Ross in 2007.